# 维吉尔
普布利乌斯·维吉利乌斯·马罗（拉丁語：Publius Vergilius Maro，前70年10月15日—前19年9月21日），英語化為维吉尔（或譯魏吉尔，英語：或），是奥古斯都时代的古罗马诗人。其作品有《牧歌集》、《农事诗》、史詩《埃涅阿斯纪》三部傑作。《维吉尔附录》可能也是他的作品。
维吉尔被奉为罗马的国民诗人，被广泛认为是古罗马最伟大的诗人之一，也因在《牧歌集》中预言耶稣诞生被基督教奉为圣人。其《埃涅阿斯纪》影响了包括贺拉斯、但丁和莎士比亚等许多当代与后世的诗人与作家。《埃涅阿斯纪》在中世纪被当作占卜的圣书，由此衍生出“维吉尔卦”。在但丁的《神曲》中，维吉尔也曾作为但丁的保护者和老师出现。

## 名字
在英文和拉丁文中，维吉尔的名字均有两種拼法。维吉尔的拉丁语原名是 Vergilius，在英语中，罗马名字的拉丁后缀通常会省略（如西塞罗著名的政敌喀提林的名字Catilina 通常被拼为 Catiline），因此拼作 Vergil。到了中世纪，维吉尔的名字开始拼成 Virgilius。有人认为这和中世纪的人相信维吉尔具有预知未来的魔力有关，其名字拼写受到了拉丁语词virga（魔杖）的影响；也有人相信这是因为维吉尔是同性恋的缘故，他的名字和 virgo（处女）联系起来。维吉尔是同性恋的事实生前广为人知，所以得了一个外号叫Parthenias（希腊语：παρθενίας，意为处女、贞洁）。因此维吉尔在英语中通常被拼为 Virgil，两種拼法都被认为是正确的，尽管许多古典学家提倡使用更加正宗的拼法 Vergil。

## 生平

### 早年经历

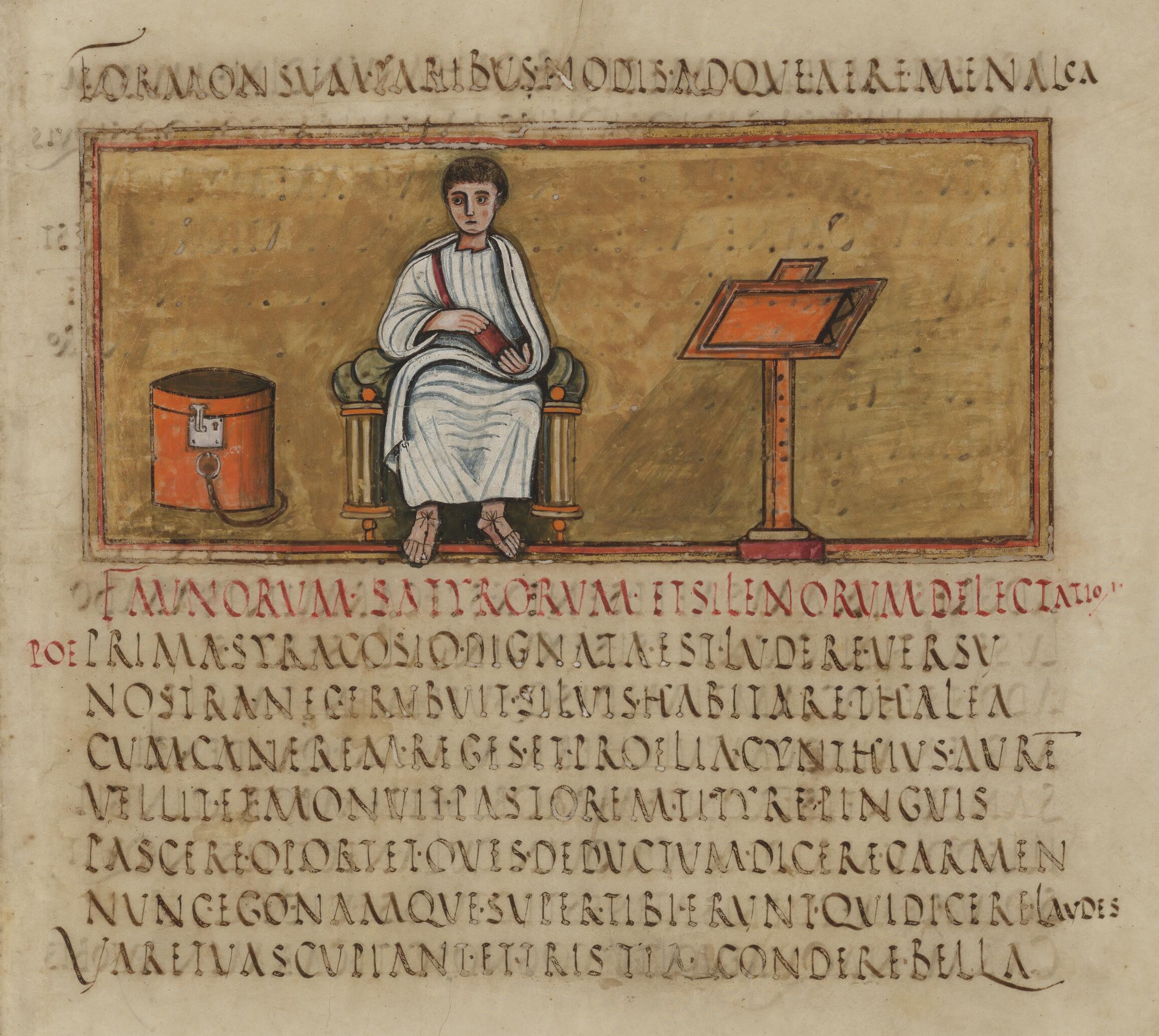
維吉爾肖像，出自公元5世紀的維吉爾羅馬抄本

因为文獻遺失，学界关于维吉尔的生平经历有所争议:1602。现在比较被认同的说法是維吉爾出生于山南高盧（或稱內高盧）近曼圖亞的安第斯村（阿爾卑斯山南部，亦即今日意大利北部）；而维吉尔神秘的身世产生了很多相关的传说。据说在维吉尔出生之前，他母亲梦见自己在给一根桂树枝生产。当桂树枝一着地，便变成了一株结满了鲜花和果实大树。也有人传说维吉尔在出生之后没有啼哭，象征着不寻常的好运。
据马克罗比乌斯记载，维吉尔的父亲是一个并不富裕的曼图亚农夫，但他仍然帮助维吉尔完成了相当于现在大学程度的教育。维吉尔先后曾在曼图亚、克雷莫纳、梅迪欧拉努（即今日的米兰）、罗马以及那不勒斯学习，并完成了大学的课程:1。他很早就萌生了对诗歌和哲学的兴趣——据说他在少年時期就写出了自己的第一首诗歌。同时，因为其内敛、甚至是有些害羞的性格，他对同时代的政治和军事不甚热心:1。

### 结识屋大维和成名

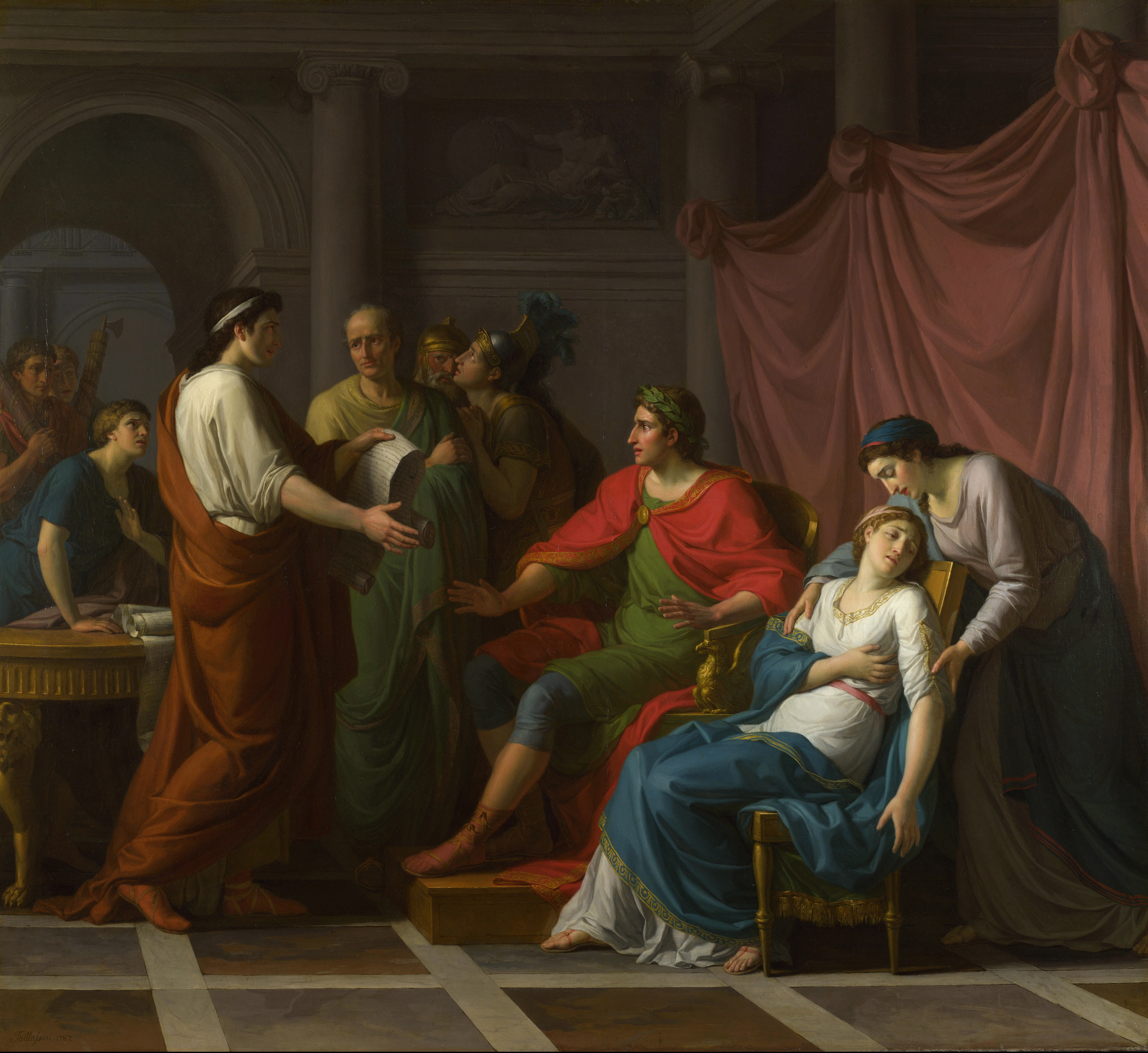
1787年由藝術家所繪製的《维吉尔对奥古斯都和屋大薇朗诵埃涅阿斯纪》，现藏伦敦国家美术馆。

在公元前42年，屋大维击败刺杀凯撒的卡西乌斯和布鲁图斯后，带领军队来到了曼图亚，没收了维吉尔的农庄，并将其赠给了自己的士兵。在这段时间里维吉尔写出了《牧歌集》。在《牧歌集》中，他写了一些田园主题的诗，诗化了地呈现了当时北意大利的农村生活。同时，他结识了一个重要的人物：屋大维的朋友、诗人和艺术家的赞助人——梅塞納斯。正是由于梅塞纳斯的缘故，维吉尔得以结识了屋大维本人:2。据苏埃托尼乌斯记载，当屋大维在阿可提翁的决战中击败安东尼回到军营之后，维吉尔曾对着他连续四天朗诵《农事诗》，直到念到竭力时才换一位诗人帮他继续朗诵。但尽管念的是相同的诗，别人却永远传达不出维吉尔声音的表现力和戏剧性。

### 《埃涅阿斯纪》和逝世
维吉尔把他生命的最后十年都花在了他的巨作《埃涅阿斯纪》上。创作过程中，奥古斯都对维吉尔的进度非常关心，甚至写信给维吉尔要求让他先睹为快，但维吉尔直到他完全完成了几卷后才把它们亲自朗诵给了皇帝。据多纳图斯描述，当维吉尔朗诵的时候，奥古斯都的姊姊小屋大薇被诗歌的情节感染得难以自拔，以至于当维吉尔念到 「你将会变成真正的马可鲁斯」（“tu Marcellus eris”:第六卷第883行）时，她终于抑制不住情感而昏倒在地。
在给诗歌添加最后的润色的时候，维吉尔专程前往希腊熟悉他书中的场景:1。在雅典，维吉尔碰到了正在从亚洲返回罗马的奥古斯都；他邀请维吉尔加入返程。在此之前维吉尔的身体已经欠恙，船上的劳顿使他的病情愈发加重，以至于他在回到義大利后不久，便与世长辞。他逝世于前19年9月21日，死时不满52岁:6。在奥古斯都的资助下，维吉尔与贺拉斯获得了“桂冠诗人”称号。维吉尔终身未婚，因此没有留下子嗣。他最后葬于那不勒斯，其墓被保留至今。

## 作品

### 《维吉尔附录》
維吉爾在五歲便開始接受教育，後來他到羅馬學習修辭學、醫學與天文學。不久之後，他專攻哲學。在这段时期，維吉爾開始寫詩。有一些不太重要，反映了年輕時代維吉爾的詩作流傳至今，现今被统称为《维吉尔附录》（拉丁語：Appendix Vergiliana），其中包括《小蝇》（Culex），《咒骂》（Dirae）和《琐事》（Catalepton）等等。虽然这些诗传统上都被归为维吉尔的作品:xiii，但也有学者怀疑这些诗被误归于维吉尔名下:介绍部分。事实上，没有人和证据可以证明这些诗歌的作者是维吉尔本人；它们被归为维吉尔作品的唯一原因是因为它们出现在了维吉尔其他作品的手抄稿之中:xiii。近世以来，学界慢慢倾向于误归说，且确认了其中一些作品真实作者的身分:xv。除了一些诗被误归外，也有另外一些属于有意假托维吉尔之名，比如在《小蝇》中，作者有意在诗中致辞奥古斯都，且用了他早年的名字屋大维 ；但在诗歌的后半部分，作者却显示出了对《埃涅阿斯纪》内容的了解，与前文有意营造的效果相悖:第六首。另外，这首诗以数学般的精确性遵守了格律的规则，但就算在其最高成就《埃涅阿斯纪》中，维吉尔在格律上也保持了一定自由发挥的空间；事实上，在维吉尔的晚期作品之中，他从来没有用过如此准确的格律作诗，因此不太可能在其青年时代做出风格如此独特的诗歌:xx-xxi。
对于这些诗歌的价值，学术界也有相应的争论。有学者认为这些诗歌质量不高，不值一提:xii。也有学者认为虽然其中有的诗歌（如《小蝇》）质量确实比较低下，但其他诗中一些段落文采飞扬、妙语连珠，似乎是维吉尔的真作:xxi。持此观点的学者，如内特史珀（Nettleship）等人即列出了《琐事》中的第五首诗，首先赞扬了作者的才思，并认为诗中观点和《农事诗》第二首十分相似。也有学者为《维吉尔附录》中的作品辩护，认为批评者带有“以人取诗”的偏见，并且对《小蝇》一类被确定是伪作的诗的价值持积极观点:x。这些学者的共识是，《维吉尔附录》所体现出来的文学造诣比维吉尔的晚期作品要低得多。

### 《牧歌》
《牧歌》 是维吉尔最重要的三部作品中的首部，其写于前42年到前39年之间。《牧歌》是一部以乡间生活为题材的田园诗集，其形式受到了西西里诗人忒奥克里托斯的希腊诗《诗画》（Idylls）的极大影响。传统上认为《牧歌》的写作动机来源于维吉尔在曼图亚的农场被强征，以及其试图收回农场的尝试。《牧歌》共有10首诗组成，其中最著名的是第四首。在这首诗中，维吉尔做了很多先知式的预言。包括他预言一个孩童的降临会带来人类的黄金时代，会减免人类的罪恶。这个阿波罗神谕式的预言被许多人用不同方式理解。屋大维把这个预言理解为自己神性的证明，而后世的基督徒认为维吉尔预言了基督的诞生。考虑到《牧歌》的写作背景（时值罗马内战），对这首诗比较合理的解释是维吉尔在颂扬安东尼和小屋大薇即将降生的孩子。
《牧歌》向世人介绍了维吉尔超凡的文学造诣。维吉尔的好友、罗马著名诗人贺拉斯曾著名地评价《牧歌》：“维吉尔诗中的柔和与机智，是缪斯的赠予:第一卷第10行。”据苏埃托尼乌斯记载，《牧歌》一经出版便大受欢迎，以至于演员开始在剧院给观众背诵《牧歌》的诗句:26。对此塔西佗补充道，一次维吉尔去剧院看戏时，演员在戏中背出了《牧歌》的诗句，这时，全体观众纷纷从座位上起立，以示对在场的维吉尔的崇敬:第十三节。

### 《农事诗》
《农事诗》是第二部维吉尔写成的主要作品，成书于约前39年。《农事诗》之所以能够成书要归益于梅塞纳斯。梅塞納斯是屋大維的外交官，為人能幹，他透過團結羅馬的文學家，拉攏他們到屋大維的一邊，以尋求反對安東尼的貴族。通过梅塞纳斯的影响，维吉尔结识了罗马杰出的诗人贺拉斯。受到维吉尔的影响，贺拉斯在其诗歌里经常提到他和这位更伟大的诗人的友谊。《农事诗》的成书得到了梅塞纳斯的支持，因此此书是一本献给梅塞纳斯的作品，在第一卷和第四卷的开篇，维吉尔都重复了对梅塞纳斯的献词。
|  | Protinus aerii mellis caelestia dona exsequar: hanc etiam, Maecenas, adspice partem. 我接下来要讲述的，是天赐的礼物。 呵，梅塞纳斯，请看——蜂蜜从天而降。（《农事诗》 4. 1-2）:第四卷第1至2行 |

虽然《农事诗》的名字使得这本书看起来像一本关于农业的作品，但维吉尔的主题要大于耕种本身。实质上，《农事诗》的主题充满了文学冲突，而非田园诗一般闲适洒脱。其中包括了人与自然（耕地）的冲突，历史与现实的冲突。《农事诗》的格律是六步格（hexameter），贯穿全书始终。在写作此书时，维吉尔受到了卢克莱修和赫西俄德的影响。前者影响了他的格律，后者影响了他的体裁:？:？:？。而维吉尔的这本作品也极大影响了后世对于田园和农耕的兴趣。
在《农事诗》中，大约有50行诗原封不动地出现在了《埃涅阿斯纪》里:130-147:？。

### 《埃涅阿斯纪》
《埃涅阿斯纪》是维吉尔作品中最后，也是耗时最长的一部。它被广泛地认为是拉丁语文学最伟大的成就。《埃涅阿斯纪》的主角埃涅阿斯本是特洛伊人，在特洛伊战争后，带领家园被毁的特洛伊人远渡重洋，在意大利重新延续他们的民族：罗马人便自此而来。毫无疑问，无论是在题材上还是体裁上，《埃涅阿斯纪》都受到了荷马史诗的巨大影响。《埃涅阿斯纪》全书12卷中的前6卷讲述的是埃涅阿斯从特洛伊漂泊到意大利的过程，与《奥德赛》中奥德修斯返乡的主题非常接近；后6卷的内容是埃涅阿斯在到达亞平寧半島后与当地的领袖图尔努斯进行的战争，和以特洛伊战争为主题的《伊利亚特》相似。事实上，维吉尔早在罗马上学时就读过荷马。受此影响，他终生的目标就是写一部史诗。为此，他准备了一生。

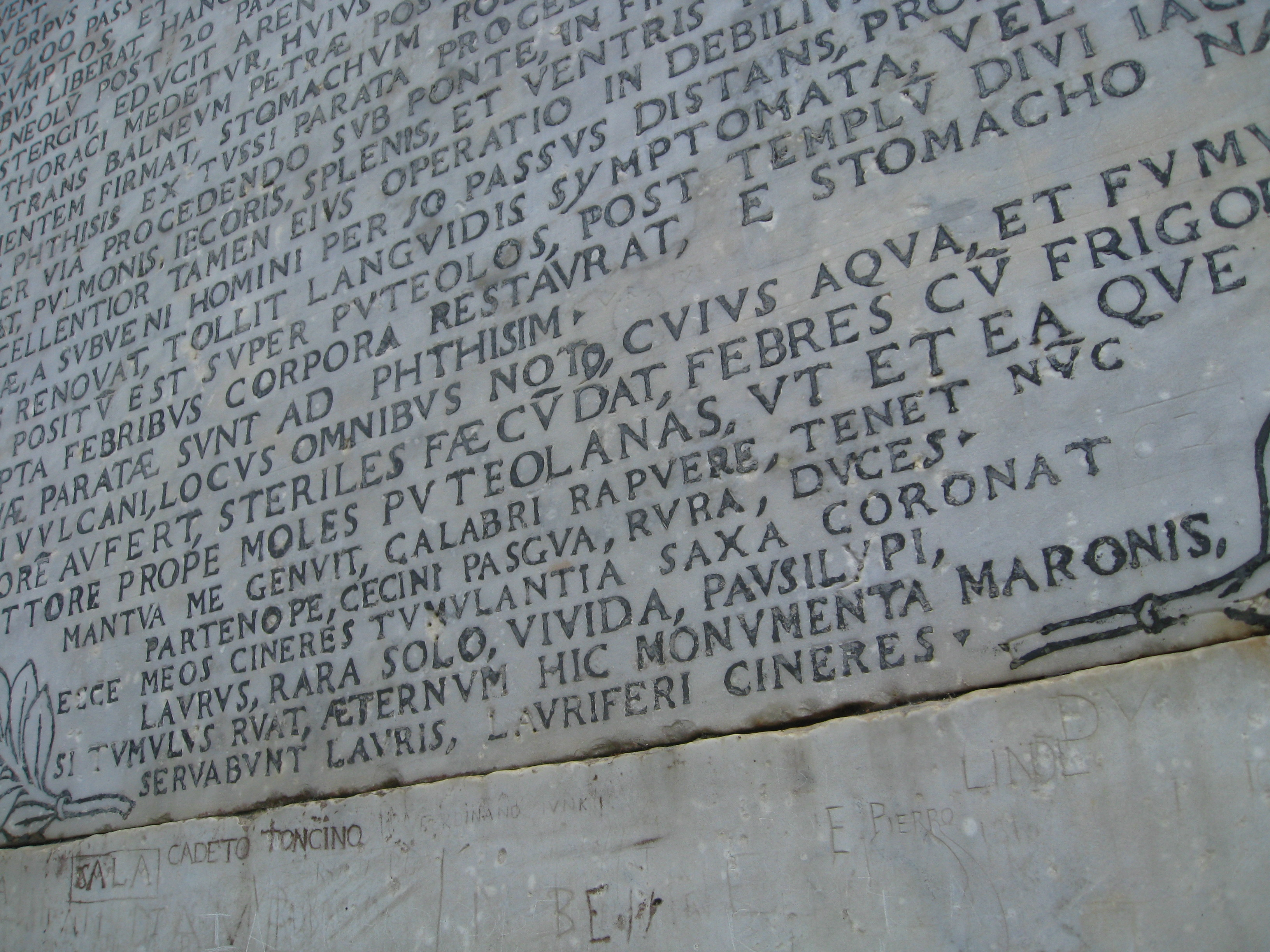
维吉尔的墓志铭：Mantua me genuit, Calabri rapuere, tenet nunc Parthenope. Cecini pascua, rura, duces（“曼图亚生育了我，卡拉布里亚夺走了我，那不勒斯守候着我。我曾歌唱牧地，歌唱田园，歌唱君王。”）

遗憾的是，维吉尔过早的逝世夺去了他修改这部作品的机会，也留下了一些没有完成的诗句。维吉尔在死前表达了要销毁自己作品的愿望，但多亏他生前的朋友鲁弗斯和涂卡违背了他的遗愿，修改并出版了他最后的作品，《埃涅阿斯纪》才得以面世。
维吉尔的墓志铭“我曾歌唱牧地，歌唱田园，歌唱君王”对应的即是《牧歌集》、《农事诗》和《埃涅阿斯纪》。

#### 政治元素
据说，奥古斯都本人帮维吉尔选定了《埃涅阿斯纪》的题材:2。奥古斯都本人就据传是埃涅阿斯的直系后代，因此通过对埃涅阿斯建立罗马民族艰苦经历的叙述，这部史诗在一方面颂扬了奥古斯都本人，给他的身份添加了更多英雄色彩:2。另一方面，《埃涅阿斯纪》也直接赞扬了罗马和罗马人民，用史诗的诗句传达出天神对罗马的青睐，把罗马的国家主义提升到了天赋使命的高度，从而极大振兴了罗马人民的爱国主义和民族自豪感。
|  | His ego nec metas rerum nec tempora pono: imperium sine fine dedi. 我为他们（罗马人）定下无限的空间和永恒的时间： 我赐予的，是一个无垠的帝国。——朱庇特 （《埃涅阿斯纪》1. 278－279） |

出自这段话的拉丁语短语imperium sine fine（无垠的帝国）后来成了罗马帝国的别称。
相似地，“罗马的天命”更加明显地出现在了《埃涅阿斯纪》第六卷中：埃涅阿斯进入冥界见到了自己的父亲。在那里，他看到了无数罗马未来的英雄正在等待降生:第十一卷。埃涅阿斯的父亲向埃涅阿斯揭示了他所建立的民族的命运。他告诉埃涅阿斯，罗马人在艺术和科学上并不及那些“轻轻凿出呼吸的铜人”的民族（希腊人），“用罗盘量出星星的轨迹”的民族（阿拉伯人），但罗马人的命运注定是要将其他的文明纳入自己的统治中：
|  | tu regere imperio populos, Romane, memento (hae tibi erunt artes), pacisque imponere morem, parcere subiectis et debellare superbos. 罗马人，你懂得这些艺术，但你要记住！ 用权威统治这些民族，颁布和平的律法； 宽恕向你臣服的人民，把那些高傲的击垮。（《埃涅阿斯纪》6. 851－853） |

#### 文学元素

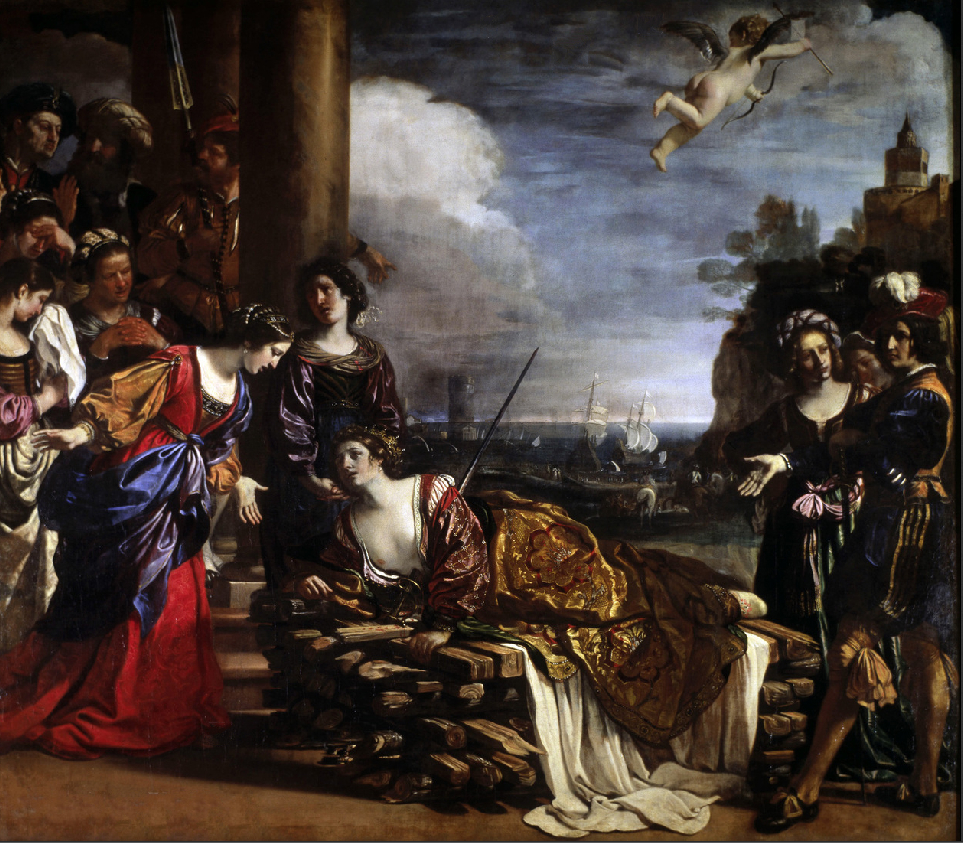
《狄多之死》，作于1631年。

但《埃涅阿斯纪》并不是一部简单的向君王歌功颂德的政治作品。作为一部文学作品，《埃涅阿斯纪》很快便取得了全国范围内的褒扬。有许多人认为这和其在音韵上的和谐感有很大的关系:90，也有人认为这归功于维吉尔对诗歌画面的完美把握:92。《埃涅阿斯纪》叙述的情节涵盖从特洛伊的毁灭到埃涅阿斯在意大利的征战，中间还夹杂了埃涅阿斯和迦太基女王狄多之前的爱情和分离，而维吉尔把如此庞大的情节脉络写入十二卷诗中，共9,896行，而从头至尾都严格遵循了六步格的格律，所以读起来抑扬顿挫，充满音乐的美感。而除了全诗中无数被天才般处理的纹理细节，维吉尔同时也给《埃涅阿斯纪》灌输了文学作品永恒的主题——人、命运、情感、死亡。正是由于维吉尔在这些人文主题上的深刻洞察力和艺术般的呈现方式，《埃涅阿斯纪》才能够作为杰作经久不衰，其影响一直持续到今日。
在第四卷中，维吉尔讲述了埃涅阿斯和狄多不祥的爱情。狄多在朱诺和维纳斯的安排之下，她和刚刚到达迦太基的埃涅阿斯坠入了情网:第一卷第657行。但建立罗马民族的天命迫使埃涅阿斯不得不遵从朱庇特的命令离开狄多，重新启航，去意大利寻找朱庇特许诺的土地:第四卷第450行。看到埃涅阿斯的离去，狄多陷入了巨大的情感漩涡之中。她觉得自己没有办法再继续活下去，她建起了柴堆，欺骗自己的妹妹说这是为了祈求埃涅阿斯的归来:第四卷第504行，但实际上她烧光了埃涅阿斯所留下的一切，并且决心结束自己的生命：
|  | Non licuit thalami expertem sine crimine vitam degere more ferae, talis nec tangere curas! 可惜我不能像一只野兽一样，把我的一生奉献给孤独， 并且免于为人所指；可惜，我也不能承受如此的苦痛！（《埃涅阿斯纪》第四卷第550至551行） |

在柴堆上，狄多诅咒了埃涅阿斯，并且预言特洛伊的后代和迦太基的后代之间将会永不修好:第四卷第624行，这被视为是后来布匿战争的预言。随后，狄多走下了柴堆，躺在了曾经和埃涅阿斯共享过的床上，并且用埃涅阿斯的剑刺死了自己:第四卷第660行。虽然在死前，狄多诅咒了罗马人的国家，并且后来迦太基变成了罗马的死敌，但维吉尔对狄多的悲剧的呈现方式是如此地艺术，充满如此的感伤，以至于为她赢得了无数的同情。狄多和埃涅阿斯的故事（本为维吉尔所虚构），也变成了后世许多作家和艺术家灵感的来源。

## 影响和评价

### 古代

#### 文学和宗教
作为国民诗人，维吉尔对拉丁语诗歌的发展起着重要作用，也极大地影响了后世的诗人和学者。维吉尔的三部作品，特别是《埃涅阿斯纪》，在古罗马时代一直是学校的语文教材，广为受过教育的罗马人所熟知。罗马诗人昆体良更是认为罗马所有学校的拉丁语教学都应该建立在研读维吉尔的作品之上。在后世，许多作家通过引用、转换、模仿维吉尔的诗句来创造自己的诗歌。同时代的罗马诗人奥维德在他的作品《爱情三论》（Amores）中模仿了《埃涅阿斯纪》的开篇。而更有名的模仿出现在《变形记》的13章和14章，奥维德在其中讲述了埃涅阿斯的经历，因此14章也被称为“小《埃涅阿斯纪》”。相似地，贺拉斯也在他的《世纪之歌》中模仿了《埃涅阿斯纪》，不论是在主题上还是内容上，这首诗的很多地方折射出维吉尔的杰作的巨大影响:70-71。罗马诗人斯塔提乌斯在其《底比斯之战》（Thebaid）中也明白地阐明了《埃》的影响，并在后记中写道：”这本书并不是为了和伟大的《埃涅阿斯纪》一争高下，而是遵从它的足迹，表示对它的敬畏:第十二卷第816至817行。”
而因为其《牧歌集》第四首诗的原因，维吉尔在不久之后被基督徒奉为耶稣诞生前的圣人（同苏格拉底一样）。
| 维吉尔《牧歌集》 | 圣经《马太福音》                                                                              |
| --- | --------------------------------------------------------------------------------------------- |
| ille deum vitam accipiet divisque videbit permixtos heroas et ipse videbitur illis （那个孩子）将接受神的生命；他将看见伟人中的神灵， 神灵中的伟人。他将会把自己显现于他们。 | 当他们（智者）进入房间时，便看到了那个孩子和母亲； 他们立刻跪了下来，表示对他的敬意。 太 2:11 |

维吉尔在《牧歌集》中运用了先知式的语言，预言了一个孩童的诞生将会带来一个新的黄金纪元，会消除大地上的罪恶和恐惧，会“用父亲般的美德”（patriis virtutibus）给世界带来和平。这些《圣经》般的意象看起来都在指向天父的儿子耶稣。罗马神学家和哲学家奥古斯丁更是直接指出，维吉尔就是在预言耶稣的降生:第137封。

#### 维吉尔卦
自此之后，维吉尔的形象就开始变得神秘化。因此古代的人们开始相信维吉尔具有未卜先知的能力，在民间也出现了一种叫“维吉尔卦”（Sortes Virgilianae）的占卜方式:6。占卜的方式非常简单，即当一个人感到有决定需要咨询上天的时候，只需要打开《埃涅阿斯纪》，他第一眼看到的那行诗便是神意。在这个程度上，《埃涅阿斯纪》在之后的一长段时间里都变成了《易经》式的经书。
- 罗马皇帝哈德良曾用《埃涅阿斯纪》卜出一卦：“谁头戴桂冠，手捧圣物，伫立在远方？/我看见的银鬚和灰髮，属于罗马的王者[注 5]⋯⋯”（《埃涅阿斯纪》 6. 808） 他把这行诗视为自己将来会继承图拉扬皇位的预兆。
- 另一位罗马皇帝塞维鲁继位前抽到了前文引用的第六卷851行[8]:第六卷851行，他也认为这是自己将要继位的预兆。
- 文艺复兴时期的著名法国作家拉伯雷用相同的方法抽到了《埃涅阿斯纪》第六卷857行，“当巨大的混乱把罗马国拖入不安，他将救其于危难，/他将单枪匹马，击退布匿的敌军，降服高卢的叛匪[注 6]。”他认为这是对自己的描述[33]。
- 最邪门的例子是福克兰子爵和英格兰国王查理一世的签。传说福克兰子爵鲁休斯（Lucius Cary）陪同国王查理一世一同去牛津的一家图书馆，在那里发现了一本装帧精美的《埃涅阿斯纪》，于是他向国王提议用这本书占卜一下未来。国王欣然答应，但没想到却抽到了狄多诅咒埃涅阿斯的诗句（第四卷615行：但[他将]被大胆的人用战争和武器所困[注 7]），是一支下下签，为此查理一世非常不安。为了安慰国王，福克兰子爵为自己也抽了一签，结果诗句的内容是十一卷中伊凡德国王在哀怨自己早逝的儿子帕拉斯。不久之后，英国内战爆发，福克兰子爵在战争的第一阶段就战死沙场。而查理一世在战争结束后被自己的人民送上了断头台，成为英国史上唯一被处死的君主。

维吉尔卦作为一种占卜传统一直持续到中世纪晚期:?。

### 近古和中世纪
维吉尔神秘主义的影响一直延续到中世纪，并且在这个时期得到了加强。在这段时间里，对维吉尔的研究主要集中在《牧歌集》第四首的基督教内涵上。维吉尔预言了基督的诞生——这个在古代被提出的观点在中世纪更加被广为接受，人们普遍认为第四首牧歌所预言的孩童就是耶稣本人。如同上文提到的一样，这首诗和《圣经》中有一些相似之处，但尽管如此，两者之间也存在互相矛盾的地方。比如在牧歌中，维吉尔用了这样的词汇来描述他所预言的男孩：“他将会用父亲般的美德/才能，给世界带来和平的统治。”但这句话和《新约》内容有所相悖。关于世界的和平，基督说：“不要认为我会带来世界的和平，我带来的不是和平，而是刀剑（太 10:34）。”相似的，“ 我给你的和平，并不是世俗的和平（约 14:27）。”并且，《圣经》中不仅没有宣扬基督会带来和平，反而预言了末世：“当你听到战争时⋯⋯不要害怕⋯⋯这些事将先发生，但末世不会立即到来（路 21: 7-10）。” 这些言论在表面上都和维吉尔的预言有所出入，甚至直接相悖。但这些表面上的冲突并没有影响中世纪教会更加深入研究维吉尔。于是，在中世纪，第四首牧歌被广泛地用隐喻和寓言的方式来解释，被赋予了很多神学意义。
维吉尔在中世纪仍然具有很大的文学影响，甚至由于神学的研究，比起古代有过之而无不及。圣哲罗姆称赞维吉尔为“罗马人的第一位荷马”:第六卷第518行。在维吉尔影响过的中世纪文学家中，最著名的是文艺复兴时期的意大利诗人但丁。后者在其几乎所有的文学作品中都引用过或是改变过维吉尔的诗句:37，并且让维吉尔出现在了他的作品《神曲》中。在书中，维吉尔是但丁在地狱和炼狱旅途中的指路人和保护者。但丁称他为“我的向导”、“我的老师”，随着他与维吉尔越来越深入地狱，书中的但丁对维吉尔的崇敬也越来越强，在第八章中，他称其为“我的主人”:第八卷第19行。

### 16世纪以后

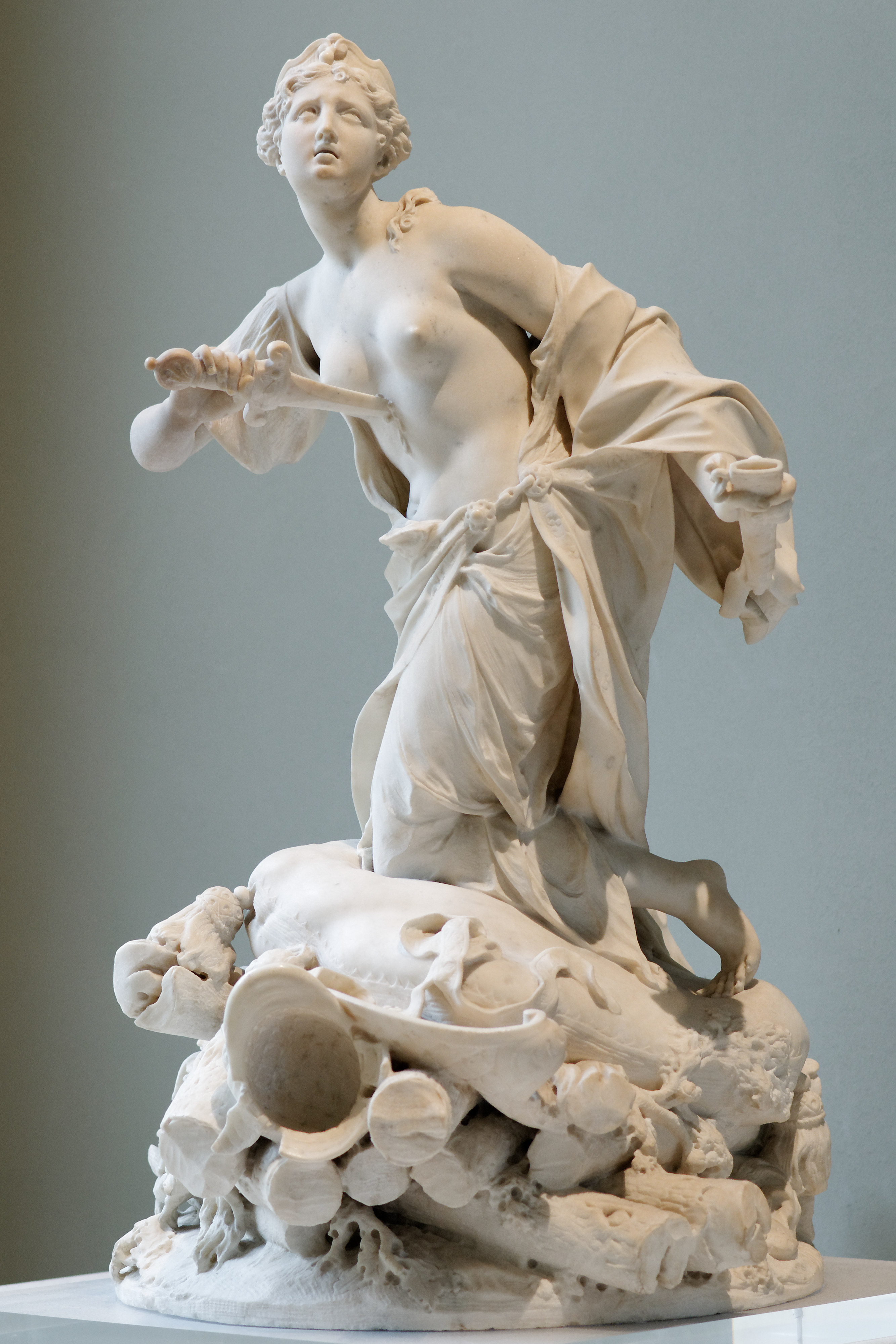
狄多的自杀（《埃》第四卷），作者卡约特（Augustin Cayot，1667-1772）

直到文艺复兴时期，维吉尔的《埃涅阿斯纪》都是欧洲大小学校的必读教材。因此，在文艺复兴和其后的作家中，维吉尔仍然具有相当大的影响。
莎士比亚曾在第二部的《亨利六世》中直接引用了《埃涅阿斯》第一卷11行的原文：
|  | What, cardinal, is your priesthood grown peremptory? Tantaene animis coelestibus irae? 为何，红衣主教，您变得如此武断？ 难道神圣的灵魂真有如此地愤怒？（《亨利六世（第二部）》II 1.24） |

这仅是许多引用中的一例。尽管莎士比亚的拉丁语并不出色，但学者仍在莎翁的作品中发现了许多处与《埃涅阿斯纪》平行的地方:71，例如：
- 《哈姆雷特》中, （第二幕第二场，431-513行），一位演员讲述了特洛伊国王普里阿摩斯被阿基里斯的儿子皮鲁斯杀戮的场面[注 11]，这一幕在《埃涅阿斯纪》第二卷（506 ff.）中被很详尽地描述过。
- 《暴风雨》中，对风暴的描写（I.1）对应了《埃》第一卷中对风暴的描述（89-91）；不仅如此，此书中还直接提到了狄多（III.3.52）。

斯宾塞在其作品《仙后》中模仿了《埃涅阿斯纪》的开篇。两本作品的开篇不仅在内容上非常相似，并且斯宾塞的措辞“（我）歌唱的是骑士和女士⋯⋯”和维吉尔的“我歌唱的是武器和一个英雄⋯⋯”几乎完全平行。在主题上，《仙后》几乎和《埃涅阿斯纪》有着相同的政治元素。正如《埃涅阿斯纪》称赞了奥古斯都的祖先埃涅阿斯，斯宾塞在《仙后》中也暗示当时的英国都铎王朝的统治者在族谱上可以追溯到亚瑟王。
弥尔顿也是一位维吉尔影响过的著名作家。事实上，弥尔顿从小就接受了拉丁语教育，并且是一位非常卓越的古典学学者，自然对维吉尔的作品了然于胸。其作品《失乐园》在形式上也和《埃涅阿斯纪》有很多相似的地方。最明显的便是《失乐园》全书的结构，和《埃涅阿斯纪》一样被分成了12卷。《失乐园》在内容、主题和措辞上，和《埃涅阿斯纪》平行的地方也不计其数。而弥尔顿不仅没有掩饰自己在写作过程中受到来自维吉尔的巨大影响，反而坦率承认了这一点:95。